# Puente de Fuentidueña de Tajo
El puente de Fuentidueña de Tajo está situado en el municipio homónimo, en el extremo suroriental de la Comunidad de Madrid (España). Fue construido en hierro (palastro) sobre el cauce del río Tajo, en la segunda mitad del siglo XIX, por la compañía Eng. Imbert et Cie., que ganó un concurso al que concurrieron once empresas metalúrgicas.
Es el más antiguo de los puentes de hierro de grandes dimensiones existentes en la región madrileña.

## Historia
El puente fue una iniciativa de la desaparecida Diputación Provincial de Madrid, que pretendía consolidar el camino hacia la provincia de Cuenca y a las regiones mediterráneas, en el que Fuentidueña de Tajo era paso obligado. Esta vía, que comunicaba las ciudades de Madrid y de Castellón de la Plana, había recibido en el siglo XIX la categoría de carretera de primer orden.
Hasta su apertura, el cruce del río Tajo se realizaba, en ese punto, mediante un primitivo puente colgado, que fue destruido por el general Prim en 1866 en su huida hacia Levante. 
El proyecto fue encargado al ingeniero Rafael Monares en 1867. Este primer proyecto primitivo lo modifica José de Echevarría, quien contrató los servicios de la compañía francesa Eng. Imbert et Cie., después de contactar con un total de once empresas metalúrgicas. 
Su construcción se inició en 1868, veintiséis años después de erigirse el puente de Triana, en Sevilla, considerado el primer puente de hierro levantado en España. No obstante, el puente que salva la ría del Jardín de El Capricho, en Madrid, tiene un origen anterior (1830), si bien debe tenerse en cuenta que se trata de una construcción de pequeñas dimensiones y de escasa complejidad técnica.
Las obras del puente de Fuentidueña de Tajo se extendieron tres años, inaugurándose finalmente en 1871. En 2001 fue rehabilitado y restaurado.

## Descripción

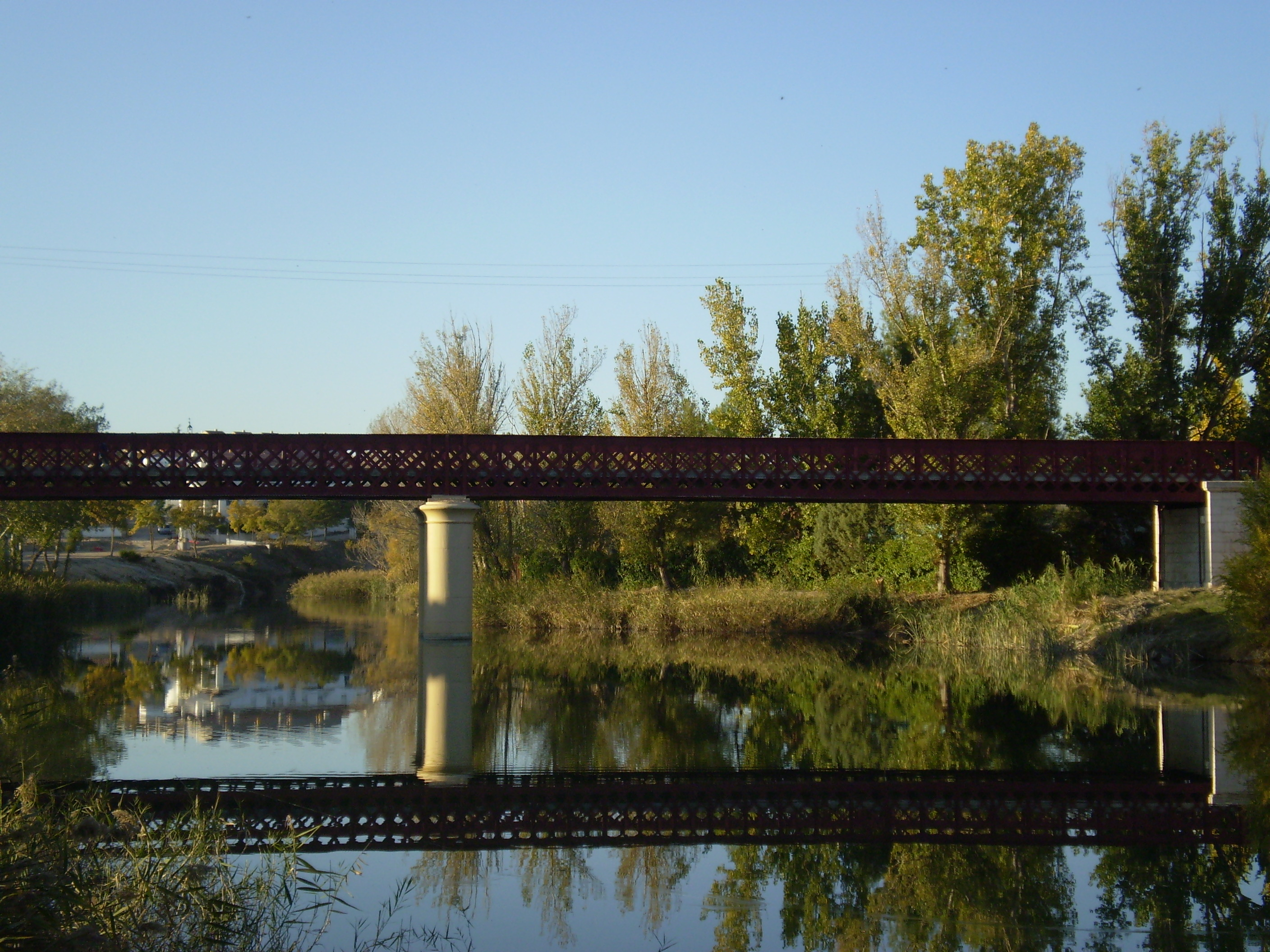
El puente fue inaugurado en 1871, a partir de un proyecto del ingeniero José de Echevarría.

Se trata de un puente de palastro de tramo recto, que sigue un modelo habitual en las construcciones de hierro de la segunda mitad del siglo XIX, cuando este tipo de estructuras comenzó a reemplazar a los viejos puentes en arco.
Se alza sobre el mismo lugar del puente destruido en 1866. Los estribos de éste fueron aprovechados como soporte del puente actual, si bien se incrementó su altura, en previsión de posibles crecidas del río. Los estribos tienen una anchura de 7,5 m.
El puente de Fuentidueña integra dos tramos, cada uno de ellos conformado por dos vigas rectas en celosía, con montantes rígidos. El tablero, que mide 65,2 m de largo y 6 de ancho, se sostiene mediante viguetas de doble T. 
La pila consta de un par de columnas de hierro, cilíndricas, verticales y huecas, pero rellenas de hormigón, unidas entre sí por un panel en forma de cruz de San Andrés.
Por el puente pasaba una calzada de 4 m de ancho, reservada a los carruajes, y un andén peatonal, de 1 m. En la actualidad, sigue estando permitido el tráfico rodado de vehículos.